# Joseph A. Conry

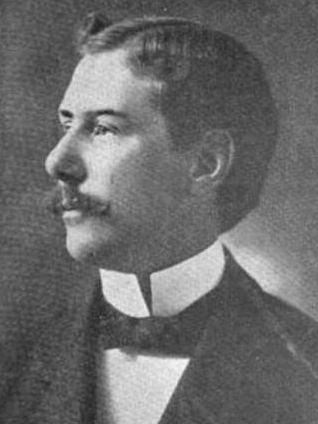
Bild des Politikers Joseph A. Conry.

Joseph Aloysius Conry (* 12. September 1868 in Brookline, Massachusetts; † 22. Juni 1943 in Washington, D.C.) war ein US-amerikanischer Politiker. Zwischen 1901 und 1903 vertrat er den Bundesstaat Massachusetts im US-Repräsentantenhaus.

## Werdegang
Joseph Conry besuchte die öffentlichen Schulen seiner Heimat. Nach einem anschließenden Jurastudium und seiner Zulassung als Rechtsanwalt begann er in Boston in diesem Beruf zu arbeiten. Zwischen 1896 und 1898 war er Vorsitzender des dortigen Stadtrats. Politisch schloss sich Conry der Demokratischen Partei an. Bei den Kongresswahlen des Jahres 1900 wurde er im neunten Wahlbezirk von Massachusetts in das US-Repräsentantenhaus in Washington gewählt, wo er am 4. März 1901 die Nachfolge von John F. Fitzgerald antrat. Da er im Jahr 1902 nicht bestätigt wurde, konnte er bis zum 3. März 1903 nur eine Legislaturperiode im Kongress absolvieren.
Nach dem Ende seiner Zeit im US-Repräsentantenhaus praktizierte Joseph Conry neben seinen anderen Tätigkeiten wieder als Anwalt. Zwischen 1912 und 1919 war er russischer Konsul in den Vereinigten Staaten. Dafür erhielt er von Zar Nikolaus II. einen Orden. Zwischen 1911 und 1916 war er einer der Direktoren der Hafenverwaltung von Boston. In den Jahren 1938 und 1939 fungierte er als Sonderstaatsanwalt für die United States Maritime Commission in der Bundeshauptstadt Washington. Dort ist er am 22. Juni 1943 auch verstorben.